# エイリアン アイソレーション
『エイリアン アイソレーション』 (Alien: Isolation) は、セガより2014年10月7日に欧米で発売されたコンピュータゲーム。20世紀スタジオの映画『エイリアン』の世界を題材にした作品。日本語版は2015年6月11日に発売された。
タイトルの「アイソレーション」とは、隔離・分離・孤独を意味する。本作では多くのシーンで孤立無援な『閉鎖的な極限状態』であり、サイレントなシーン演出も多く、作品テーマの一つとなっている。ゲームジャンルはSFサバイバルホラーとされている。
時系列上では『エイリアン』と『エイリアン2』の間に相当する本作の主人公は、前者の主人公エレン・リプリーの娘アマンダ・リプリーである。行方不明になったエレンを探すためにアマンダは宇宙ステーションを訪れるが、その内部にはエイリアンが出現しており、船員の暴動やアンドロイドの暴走も発生する中で、生き延びて脱出することが目的となる。
PC Gamer主催の「ゲーム・オブ・ザ・イヤー2014」や、英国アカデミー賞の「BAFTA ゲームアワード 2015」のオーディオ賞などを受賞し、販売本数は211万本を達成した。
日本語版には、オリジナル版の追加要素だった「オリジンミッション」が最初から入っている。このシナリオでは、プレイヤーはエレンとなってサバイバルに挑むこととなる。
2019年1月24日に、本作の事実上の続編である『Alien: Blackout』がゲームアプリとして配信開始された。
2021年12月16日に、スマホ版『エイリアン アイソレーション』が配信開始した。
2024年10月8日に、セガ公式Xにおいて「本作の続編は、すでに“開発初期段階”にある」と、開発者コメントが公表された。デベロッパーのCreative Assemblyは、「準備が整いしだい、詳細な情報を伝える」と語っている。

## ゲームシステム
高難易度なステルスアクション
難易度は非常に高めに設定されており、低難易度でも初見ではクリアすることはかなり難しい。最高難易度である「ナイトメア」では、パーツもアイテムも弾薬も滅多に手に入らず、敵の視界に僅かでも入ればすぐさま向かってくるといった、ほぼ「見つかったら終わり」という仕様になっている。
そのため、極力戦闘にならないように物陰に隠れつつ、しゃがみ歩きで進む必要がある。敵に見つかりそうな時には、机の下やロッカーなどに隠れるなどして、身を潜ませる必要がある。そのため、FPSゲームというよりは、敵と交戦しない方法を試行錯誤するパズル要素のあるステルスアクションと言える。
エイリアンの特徴
エイリアンは、ダクトや視界外のどこからでも出現し、場合によっては自身が滞在している部屋へダクトから降りてくる場合や、ドアロックを解錠後に目の前に現れる場合もあり、不意を突かれやすい。また、こちらを視界にとらえると猛スピードで接近し、一度でも接触すると回避不可能の即死攻撃を出してくる。
本作のエイリアンは倒すことは不可能で、人やアンドロイドに効果はあるリボルバーやショットガンでは怯むことさえなく、火炎放射器でのみ怯ませ、退散させることができる。しかし、繰り返し使用していると学習してゆき、逃げる際に体当たりを仕掛けて来たり、最終的に火炎にも怯むことさえしなくなる。
そのため、エイリアンを武器で撃退するよりも、姿を隠したり、歩きで音を出さないようにしつつ、同時に誘導するための音や動体センサーなどを駆使しながら、距離を取るよう逃げ回りつつ、接近された場合には物陰やロッカーに隠れたり、スモーク爆弾で煙の中を移動するなどして、いかに遭遇せず、やり過ごすかが本作では最重要である。
また、エイリアンは主人公だけではなく暴徒たちも襲うことから、暴徒に囲まれてしまった場合や、弾薬が枯渇してしまっている場合には、音を出してエイリアンを誘き出し、エイリアンに暴徒たちを襲わせて倒してしまうというやり方もできる（アンドロイドは襲わない）。

## ストーリー

### 本編
プロローグ
宇宙船ノストロモ号が消息を絶ってから15年後の2137年。ノストロモ号乗員エレン・リプリーの娘のアマンダは、母が行方不明となった星系に赴任して、宇宙船などのエンジニアとして働きながら生き別れになった母親を探していた。
ある日、アマンダのもとへ「ノストロモ号のフライトレコーダーを回収した」との連絡が入り、ウェイランド・ユタニ社の男性型アンドロイドのサミュエルズからの要請もあって、アマンダたちフライトレコーダー回収チームは宇宙ステーションへと向かう。
序盤
宇宙船トレンス号に乗り込んだ回収チームは、辺境のガス状巨星・KG348の軌道上に位置するセヴァストポリ宇宙ステーションに到着するが、入場時の事故によってノストロモ号のスタッフたちが行方不明となり、アマンダは一人で捜索を開始する。
入り込んだステーションには人の気配がなく、火災が発生して荒された船内の様子から、次第に異常事態を感じ取るアマンダであったが、偶然に出会った男アクセルと脱出していた矢先、突如彼の腹部が何者かに貫かれて連れ去られてしまう。やがて、この宇宙ステーション内に、恐るべき生命体、エイリアンが入り込み、人々を殺害していることが判明する。
パニックになった船員たちの暴動や、略奪者グループや警備隊員による攻撃、さらには高性能アンドロイドのワーキング・ジョーの暴走も発生する中で、アマンダは様々な武器・装備をかき集めながらステーション施設の捜索を進めていき、トレンス号の仲間たちと共に宇宙ステーションからの決死の脱出を試みる。
中盤
通信センターからサミュエルと通信したアマンダは、ステーションに同行した会社の法務担当者テイラーが事故により重症で動かせないと聞かされ、医療タワーで医薬品を探してテイラーを救う。
保安部の牢に拘束されているアネシドラ号の船長マーロウによると、惑星LV-426を探索中に遺棄船を発見し、内部を捜索中に地下に無数の卵を発見。マーロウの妻キャサリンが、フェイスハガーによって体内に卵を寄生されたという。マーロウは妻を助けるべくセヴァストポリ宇宙ステーションに運びこんだところ、妻の体内を突き破ってエイリアンが生まれ、この非常事態を招いたのだと語る。
アマンダは保安官のウェイツと保安官補佐のリカルドたちと協力し、エイリアンを駆除しようとする。トラブルによる作戦変更を経て、ウェイツの裏切りによりラボに取り残されるアクシデントはあったものの、「切り離し可能な研究ラボ」にエイリアンを閉じ込めてガス状巨星に落として倒したかに思われた。
しかし、アンドロイドの暴走により、別行動をとっていたリカルドといち早く異変に気付いたテイラーと脱獄したマーロウを除き、保安施設にいたウェイツらは襲われ、全員死亡してしまう。その後、アンドロイドの暴走を命令しているステーション管理AI「アポロ」を停止させるべく、サミュエルズは自身を犠牲にしてアポロへの強制介入するが失敗。辛うじて、アポロ本体のある中枢部へ向かうシャトルを可動させ、それと引き換えに機能停止してしまう。
終盤
やがて、ステーション施設内の各所に残っていた音声データなどを収集していくうちに、「母リプリーもエイリアンにより襲撃されたこと」、「エイリアンを兵器転用しようとしたウェイランド・ユタニ社こそが、この事件の諸悪の元凶であること」を知ったアマンダは、母の敵でもあるエイリアンを駆逐することを決意する。
直接アポロ中枢部に侵入したアマンダは、会社がステーションの所有権を2日前に買収し、「最優先事項として、全てを犠牲にしてでもエイリアンの標本を入手せよ」とアポロに命令した結果、アンドロイドが暴走して人を襲うようになったことを知る。そして、アポロにより異常報告のあった原子炉へと向かう。
しかし、既にエイリアンは原子炉に巣を築いており、拉致した人間をエッグに変貌させることで繁殖し、複数の成体が生まれていた。アマンダは原子炉を暴走させることで、巣を一網打尽にしようとする。
アマンダによって巣は焼き払われたものの、なおも複数の成体、フェイスハガー、エッグは生き延びており、数少ない生存者を無差別に襲撃していく。その後、アネシドラ号の船長マーロウが自身の船を臨界爆発させることでエイリアンを道連れに駆逐しようとしたため、それをテイラーと共に阻止しようとするも失敗し、爆発で彼女は死亡してしまう。
アマンダは、無線でサポートしてくれるリカルドと協力しながら、通信センターを探索し、宇宙空間にある衛星アンテナの位置を直接調節して、トレンス号の船長ヴァーレインと連絡を取ることに成功する。だがその帰路に、フェイスハガーに絡みつかれたリカルドを発見してしまう。
ラスト
崩壊が始まり、火災の発生する宇宙ステーション内には、いまだ多くのエイリアンやフェイスハガーが徘徊していた。トレンス号との接続を行ったアマンダは、セヴァストポリ宇宙ステーションもろともガス状巨星に落とし、全てのエイリアンを駆逐することに成功したかに思われた。
しかし、トレンス号に乗船できたものの、生き残った最後の一体がトレンス号に侵入しており、アマンダに襲い掛かる。アマンダは必死の抵抗を試みて、エイリアンもろともエアロックから船外に放出されてしまい、宇宙を漂流して消息不明となったところで物語は終わりを告げる。

### 後日談
ゲーム『Alien：Blackout』
直接の続編である『Alien: Blackout』では、アマンダは本作で宇宙漂流した後に救助され、ウェイランド・ユタニ社所有の別の宇宙ステーションに収容されるが、彼女と共に漂流していたエイリアンも回収してしまったことで、またもやステーションは壊滅状態となる。
最終的に、アマンダは損傷した船の修理のために立ち寄った宇宙船のクルーと協力して、ステーションを爆破することでエイリアンを撃退し、そこから脱出して生還する」という筋書きとなっている。
映画 『エイリアン2』
映画『エイリアン2』の劇中において、57年ものあいだ漂流をしている所を発見された母親エレン・リプリーは、「10歳で生き別れたアマンダは、成人後に結婚して子供はなかったものの、67歳まで生存した」ことを聞かされる。
このことから、アマンダは最終的には地球に帰還できたと思われるが、探していた母親とは遂に対面することなく、エレン・リプリー発見より2年前に老衰により死去している。

## 登場人物

### トレンス号
アマンダ・リプリー（Amanda Ripley）
外見モデル - ケジア・バロウズ
モーション・キャプチャー - ケジア・バロウズ、ポリー・ネイヤー
声 - アンドレア・デック
本編の主人公であり、エレン・リプリーの娘。ウェイランド・ユタニ社でエンジニアとして働く一方、15年前に失踪した母を探している。
サミュエルズから「ノストロモ号のフライトレコーダーが回収された」との情報を聞き、宇宙ステーション施設セヴァストポリに向かい、未知の寄生生物エイリアンとの闘いを繰り広げることになる。
母親とよく似た、芯の強い非常にタフな女性であり、混乱に陥った宇宙ステーション内を探索し、絶体絶命の状況に陥っても諦めることなく、狂暴なエイリアンに立ち向かっていく。
クリストファー・サミュエルズ（Christopher Samuels）
声 - アンソニー・ハウウェル
ウェイランド・ユタニ社製の男性型アンドロイド。アマンダにセヴァストポリへの同行を持ちかけた。
アポロへの強制介入でワーキングジョーの暴走を止めさせようとするが失敗し、辛うじてアポロ本体のある中枢部へ向かうシャトルを可動させたものの、それと引き換えに機能停止に追い込まれてしまう（アマンダはそれを「死」と表現していた）。
映画に登場したアッシュとは違い、最後までアマンダのために尽力し、リカルドからも「アンドロイドにしてはいい奴だった」とその最期を惜しまれていた。
ニーナ・テイラー（Nina Taylor）
声 - エメラルド・オハンラハン
ウェイランド・ユタニ社の総務部長を務める女性。「法律家」を自称し、ノストロモ号の調査および報告書の作成を目的に同行する。
セヴァストポリへの到着前に爆発で飛んできた破片が身体に当たり重傷を負うが、アマンダが医療キットを持ってきたことで一命を取り留める。マーロウが発見したというエイリアンの標本を確保しようという野心に駆られ、アマンダの不在中にマーロウと接触、折よく暴走したワーキング・ジョーに保安部が襲撃された混乱に乗じて、エイリアンを発見した星（LV-426）の所在地について教えてもらう条件で、彼を脱獄させるが、その後彼に騙される形で拉致され、最後はアネシドラ号の核融合炉の暴走に巻き込まれて死亡する。
ダイアン・ヴァーレイン（Diane Verlaine）
声 - ジェーン・ペリー
トレンス号の船長である女性。セヴァストポリのドッキングベイが損壊していたために、宇宙空間から直接アマンダたちをステーションに送る手段をとるが、その際に生じた爆発事故により船が損傷したことからその修理のために一時的にステーション近くから離脱することとなる。終盤に墜落寸前のセヴァストポリに舞い戻り、最後の生存者となったアマンダを無線越しに支援しながら、どうにか救出に成功する。
しかし、帰還後の船内に姿がなく、またブリッジ内からエイリアンが出現したことから、直接的な描写はないものの、アマンダ救出直後に同じく船内に入り込んだエイリアンに殺害されたものと思われる。
ウィリアム・コナー（William Connor）
トレンス号の航海士兼通信士。ヴァーレイン同様、アマンダ救出直後にエイリアンに殺害されたものと思われる。

### アネシドラ号
ヘンリー・マーロウ（Henry Marlow）
アネシドラ号の船長。探査に降りた惑星LV-426にてフェイスハガーに張り付かれ、寄生された妻フォスターを救うべく、セヴァストポリ・ステーションに密入港したが、妻はチェストバスターに胸を突き破られ死亡。その後、自身はエイリアンをステーションに持ち込んだ罪により逮捕された末に独房に入れられた。
自身が回収したフライトレコーダーにあったリプリーの証言や、自身の経験からエイリアンの危険性を誰よりも理解し、かつてエイリアンを船ごと宇宙に葬ったエレンを称賛している。
保安部がワーキングジョーに襲撃された際に、どさくさに紛れて、エイリアンに関する情報を得ようとしたウェイランド・ユタニ社幹部のテイラーの手引きで脱獄。リプリーがセヴァストポリの原子炉にあったエイリアンの巣を焼き払ったことで一時的にアポロがシステムダウンした隙にステーション近くに待機させていたアネシドラ号を呼び寄せ、近距離用シャトルを使って、テイラーをアネシドラ号へ拉致する。
その目的はエイリアンの存在を知ったテイラーや、エイリアンに侵略されたセヴァストポリを葬ることで証拠を隠滅することであり、そのためにアネシドラ号の核融合炉を暴走させ、船ごと爆破させる暴挙に出ようとするが、制止しようとしたテイラーにパイプレンチで撲殺された。しかし、その試みは成功し、アネシドラ号は爆発し、テイラーは死亡。その爆発の余波で致命的な損壊を受けたセヴァストポリは既に大量繁殖していたエイリアンたちもろともガス惑星に墜ちて消滅し、セヴァストポリ内での起きた真実やエイリアンの存在は会社に知られることはなかった。
また、一作目にてノストロモ号がLV-426に降り立つきっかけとなった宇宙船からの救難信号の顛末について二作目では言及されていなかったが、今作において彼が宇宙船内を調査した際に信号を停止させていたためであったことが判明した。
キャサリン・フォスター（Catherine Foster）
マーロウの妻。ノストロモ号の乗員ケインと同様に、エイリアン・エッグから現れたフェイスハガーに張り付かれ、エイリアンに寄生される。セヴァストポリに密入港してから2日後にステーション内の病院でにてチェストバスターに胸を突き破られ死亡した。遺体はウェイツの指示で病院の一室に安置されたまま、アマンダに発見される。
ディーン・ルイス（Dean Lewis）
アネシドラ号のクルーの一人。マーロウ、フォスター夫妻の惑星LV-426の調査の際、本船に通信担当として残っていたため、唯一同伴しなかった。また、ハイストやミークスと違い、セヴァストポリ密入港後の詳しい動向や生死は不明。
クリスピン・ハイスト（Crispin Heyst）
アネシドラ号のクルーの一人。マーロウ、フォスター夫妻と共に惑星LV-426の調査に同行した。セヴァストポリ密入港後、本編中で途中で手に入るログや音声記録から、フォスターの死後、ウェイツら保安部に拘束された後に尋問を受けた後、ミークスと共にセヴァストポリに滞在していたが、単独行動に出ていた時にエイリアンに襲われてシステックタワーのラボに閉じ込められてしまう。当人はセヴァストポリに入港したことを後悔する旨のコメントと共にミークスに助けを求めるメッセージを送っていたが、その後はエイリアンに殺されたことが示唆されている。
アラン・ミークス（Alan Meeks）
アネシドラ号のクルーの一人。マーロウ、フォスター夫妻と共に惑星LV-426の調査に同行した。セヴァストポリ密入港後、本編の前日談となるwebコミックにて、フォスターの死による精神的ショックからステーション内の病院に入院した後、昏睡状態のままフェイスハガーに襲われ、顔に貼り付かれてしまった。

### セヴァストポリ・ステーションの住人

#### アマンダの協力者
ジェスロ・ウェイツ（Jethro Waits）
声 - ウィリアム・ホープ
セヴァストポリの保安官。絶望的な状況下のセヴァストポリで、保安部に立てこもりつつ、どうにか事態の収拾を図ろうと尽力する。冷徹で合理的な性格をしているが、目的のためならば手段を厭わない一面があるため、セヴァストポリの住人からの人望が高いとはお世辞にも言い難く、一部略奪者や警備部隊からも離反されている。
エイリアンを研究ラボに閉じ込め、囮として行動していたアマンダもろともガス惑星に墜落させようしたが、後にその行いの報いを受けるかのようにワーキング・ジョーの一斉暴走に巻き込まれ、保安部に保護していた生存者たち共々、虐殺された。
リカルド（Ricardo）
声 - ラチリ・カール / 外見モデル・モーションキャプチャー - シュルス・ロウ
保安官補佐官を務める黒人男性。アマンダたちが到着した時に生き残っていた数少ないウェイツの部下。エイリアンを罠に嵌める際に、アマンダとは別ルートで単独行動をとっていたことで、ワーキングジョーの暴走による人間狩りから逃れ、以降アマンダを無線で支援する。アマンダを捨て駒にしたウェイツに憤りを覚えて皮肉を投げかけたり、ウェイツ以下他の避難者たちが全滅した際には絶望のあまり悲観的になるなど、良くも悪くも凡庸な性格である。
ウェイツの死後も引き続きアマンダに無線越しに協力し、終盤まで生き延びるが、トレンス号を呼び寄せることに成功したアマンダが戻ってくる直前にフェイスハガーに襲われ、最期は張り付かれた姿で発見される。
アクセル・フィールディング（Axel Fielding）
声 - ジョージ・アントン
アマンダがセヴァストポリで最初に出会う住人の中年男性。退役軍人。初めはアマンダに銃を向け警戒するが、トレンス号への乗船を条件に行動を共にする。トレンス号と連絡を取るためアマンダと共に通信室を目指すが、道中で背後からエイリアンに尻尾で腹を貫かれ、拉致された。
クールマン（Kuhlman）
セヴァストポリ内の病院で勤務していた医師の一人である白人男性。テイラーのために医療キットが必要なアマンダに病院を案内するが、扉を開けた際に突如現れたエイリアンに拉致された。

#### その他のセヴァストポリの住人
バーソロミュー・ヒューズ（Bartholomew Hughes）
セヴァストポリに住むシーグソン社の幹部。ウェイランド・ユタニ社の陰謀により暴走したアンドロイド「ワーキング・ジョー」に撲殺された。
リンガード（K. Lingard）
クールマンの同僚である黒人女性。フォスターの担当医であった上級医。端末に残された映像でのみ登場。自分の担当していたフォスターから出てきたチェストバスターや、それに関して旧友のランサムに脅されたことで精神的に疲弊していた。
モーリー（Morley）
クールマンやリンガードの同僚である白人男性。病院をエイリアンを倒すための罠にすることを決めたウェイツの方針に反発して、最後まで病院に残された自力で動けない患者たちのために尽力していた。本編時（アマンダがやってきた時）には自室で死亡している。
ランサム（B. Ransome）
シーグソン社幹部の白人男性。非常に野心的な性格で、リンガードたちが発見した未知の生物（エイリアン）に関する情報を半ば脅し同然に入手し、これを会社に報告することで世紀の大発見になると踏んでいたが、その矢先にシーグソン社がウェイランド・ユタニ社にセヴァストポリを売却してしまい、ウェイランド・ユタニ社からの特別指令を受けたアポロによってセヴァストポリのすべての通信手段が遮断されると、自分がステーションごと会社に切り捨てられたと悟り、音声記録に会社を罵倒する恨み言を残した。
ジェイク・シンクレア（Jake Sinclair）
保安部の傘下としてステーションを警護するシーグソン・セキュリティー社の警備部隊の隊長。現在は警備部隊の役職を放棄し、略奪者たちのリーダーへと成り果てている。序盤に登場する略奪者グループをはじめ、多くの略奪者たちのチームを傘下に抱えながら、セヴァストポリ内の遊戯室を中心に略奪者チームのコミュニティを作って籠城していた。終盤にセヴァストポリからの脱出に向けて急ぐ、アマンダが訪れた時には既にコミュニティはエイリアンに襲撃されて、壊滅し、自身もエイリアンに敗北した絶望から、遺言を音声記録に残し、自殺していた。
遺言によると世帯主であったらしいが、妻はエイリアン襲撃の際に殺害され、子供はエイリアンに拐われてしまったらしい。
マイク・タナカ（Mike Tanaka）
アマンダが途中で発見する死体。セヴァストポリ廃業決定後に故郷から嫁と子供を2人残して臨時雇用され、単身赴任でやって来たITエンジニア。セヴァストポリに来てからアクセルと意気投合し飲み友達になっていたらしい。趣味は水彩画で、彼の死体のある部屋には彼が書き遺したものと思われるエイリアンのスケッチや、様々なアイテムが入った特別なロッカーがあるが、このロッカーのIDはあるコンテンツでのみで入手できる特別なものとなっている。
ジュリア・ジョーンズ（Julia Jones）
劇中のログおよび音声記録にのみ登場。セヴァストポリの廃業決定後、その解体模様を取材するためにやってきた女性ジャーナリスト。エイリアンの出現、ワーキングジョーの暴走など、日に日に絶望的な状況へと悪化していくステーション内の模様を事細かくログや音声記録に残した。
ターナー（Turner）
劇中のログおよび本編の前日談となるwebコミックのみに登場するウェイツの部下で保安官補佐。webコミックでは同僚のハリス（Harris）、ガルシア（Galcia）と共にエイリアンの目撃談があった現場に急行するも、既に保安部が住人からの信用を失っていることやエイリアンに関して何もわからない現状に苛立ちを隠せないでいた。その後、現れたエイリアンによってガルシア、ハリスが殺され、耐えきれずに逃げようとしたところをダクトから現れたエイリアンに襲われ、拐われた。

### ノストロモ号の乗員
「エイリアン」第一作目の登場人物。
エレン・リプリー（Ellen Ripley）
声 - シガニー・ウィーバー
行方不明中のアマンダの母親でノストロモ号通信士、二等航海士。エイリアンに侵入されたノストロモ号を爆破し、脱出用シャトル内にまで侵入してきたエイリアンをエアロックから宇宙空間に放出した。
映画シリーズとオリジンミッションの主人公。
アーサー・ダラス（Arthur Dallas）
声 - トム・スケリット
船長。オリジンミッションの主人公の一人。映画では単身でエイリアンを船外に追放しようとしたが、ダクト内でエイリアンに奇襲・拉致されてしまう。ディレクターズカット版でその後下半身をエッグに変貌させられた。
デニス・パーカー（Dennis Parker）
声 - ヤフェット・コットー
機関長。オリジンミッションの主人公の一人。最後はエイリアンにインナーマウスで頭を貫かれ死亡した。
ジョーン・ランバート（Joan Lambert）
声 - ヴェロニカ・カートライト
操舵手。今作においてリプリーと同じ二等航海士の資格を持っていたことが判明する。エイリアンに股間を尻尾で貫かれ死亡した。
アッシュ（Ash）
声 - デイブ・B・ミッチェル
医療兼科学主任。その正体はウェイランド・ユタニ社の密命を帯びたアンドロイド。映画第一作でゲーム本編のワーキングジョーと同様に、エイリアンの標本の保護・回収を最優先するため、真相を知ったエレンを始末しようとするが、パーカーとランバートによって倒された。エイリアンを「完全生物」と評した。
サミュエル・ブレット（Samuel Brett）
声 - ハリー・ディーン・スタントン
機関士。一人で行動していた所をエイリアンの成体に奇襲されて死亡したため、オリジンミッションでは遺体と生前の音声記録として声が登場する。原典ではエイリアンに拉致されて行方不明となり、ディレクターズカット版で頭部を除きエッグに変貌させられた。
ギルバート・ケイン（Gilbert Kane）
声 - ジョン・ハート
副長、一等航海士。エイリアンの宿主となり、チェストバスターに胸を突き破られたため、オリジンミッションでは既に死亡している。音声記録の声のみが登場する。

### その他
アポロ
「セヴァストポリ宇宙ステーション」を制御・管理するAI。ワーキングジョーを操っている。実は既にセヴァストポリもろともウェイランド・ユタニ社に操作されており、「エイリアンの標本を確保・回収する」という同社の野望を実現するため、ワーキングジョーに、エイリアンに危害を加える恐れがある人間を始末させようとする。
スペースジョッキー
惑星LV-426にて発見された巨大な宇宙船内で化石化していた異星人。

## 敵キャラクター

### 疑心暗鬼に陥る人間たち
エイリアンに侵入されたセヴァストポリ宇宙ステーション内では、限られた水や食料、武器弾薬をめぐって住人同士の争いが各所で勃発しており、アマンダもその争いに巻き込まれてしまう。彼らもまたアンドロイドやエイリアンの標的と成り得るため、アンドロイドやエイリアンを彼らの元に誘い出すことで同士討ち（というよりは人間側の殲滅）を狙うことも可能。また、劇中には暴徒化しておらず、アマンダと敵対しない生存者と遭遇したり、一時的に行動を共にする場面もあるが、そうした友好的な生存者たちに攻撃を加えてしまうとゲームオーバーとなるので要注意。
略奪者
荒れ果てたセヴァストポリ内で生き延びるため、他の生存者を襲い資源を奪おうとする暴徒化した住人。中にはアマンダを物資を奪いに来た略奪者と勘違いして襲いかかってくる生存者も存在するが、長きに渡る疑心暗鬼から半ば狂気に駆られた状態にあるため、和解は不可能である。シンクレアら警備部隊傘下の者たちは組織的な略奪行為を行っている。リボルバーやショットガンで武装し、2 - 4人程度のグループで行動する。生身の人間であるため、耐久力はアンドロイドに比べて脆弱。
ほとんどが戦闘に関しては素人の一般市民であるが、単独行動が多い主人公アマンダにとっては数の上で不利な場面が多くなる上、基本的に武器、弾薬が極めて限りがあり、彼らを倒してリボルバーやショットガンを鹵獲したり、弾薬を補充するといったこともできず、何よりエイリアンやアンドロイドが近くにいる場合、交戦による喧騒でこちらに呼び寄せてしまうリスクがあるため、不必要に交戦するメリットは皆無である。
警備隊員
終盤に登場する、トレンス号を奪おうとして暴徒化したシーグソン社傘下企業『シーグソン・セキュリティ』の警備隊員たち。略奪者のリーダーであるシンクレアが率いており、途中で手に入る音声記録によると元はウェイツら保安部の傘下だったらしいが、何らかの原因によって口論の末に袂を分かった模様。既に警備部隊としての職務は放棄しており、自分たち以外の生存者に対して無差別に襲いかかってくる。
武器は略奪者たちと同様にリボルバーやショットガンだが、防護服を身に纏っているため耐久力が高いほか、一般市民よりも人数を揃えていることが多く戦術的な行動をとる。

### アンドロイド
ワーキング・ジョー
シーグソン社製のシンプル志向型アンドロイド。AI「アポロ」によって制御される。セヴァストポリの工場で量産され、至る場所に無数に配置されている。
白いシリコン製の肌、スキンヘッド、発光する瞳など、サミュエルズのような人間と瓜二つの高度モデルと違って単純化された外見が特徴。台詞も予めインプットされたと思われるものばかりで、異常事態にもかかわらず最後に与えられた命令を延々と続けるなど、シンプル志向型特有の融通の効かない短所が表面化している。
また、立ち入り禁止区画への侵入者や、危害を加えてくる人間に対して暴力を振るうという、「ロボット三原則」とは矛盾した行為を行う重大な欠陥がある。セヴァストポリ内には職務を延々と続ける者と、暴走し発見した人間を手当たり次第に攻撃する者とが点在している。
耐久力は人間のそれを遥かに上回り、リボルバーで数発ヘッドショットされても全く怯まない。しかし、ショットガンやボルトガン、パイプ爆弾などの強力な武器なら、低難易度であれば一撃で倒せる。EMP地雷やスタンバトンなど、高圧電流を伴う攻撃を受けると機能不全を起こし、一時的に行動不能に陥る弱点があり、その後にレンチで殴打することで倒せる。
また、人間を遥かに上回る怪力の持ち主でもあり、素手で数回殴打するだけで、相手の命を奪う。一方、移動は常に徒歩であり、決して走らないため容易に逃げ切れる。だが、複数のアンドロイドがいた場合や、略奪者・エイリアンなどが一緒にいる場合には、非常に脅威となる。
ゲーム終盤にはアポロからの「エイリアンの標本の確保を最優先し、その他の一切を考慮するな」といった旨の命令により全個体が暴走し、エイリアンに危害を加える恐れがある生存者を積極的に探し回り殺そうとするようになる。そのため、暴走した個体は主人公のアマンダや彼女に敵対する人間、その他の生存者を無差別に襲うが、エイリアンは保護対象であるために襲わない。また、生物ではないためエイリアンに攻撃を受けることもない。
防護服着用タイプ
原子炉付近に多数配置されている防護服を纏ったワーキング・ジョーは、EMP地雷が効かず、ショットガンの銃撃にすら耐えるほど頑丈であり、エイリアンを除けば作中屈指の強敵である。
また、原子炉では銃器を没収されてしまうため、この強敵に対しての対抗手段が限られる。パイプ爆弾で倒すことが可能なほか、原子炉にある高電圧設備などを使用することで、まとめて倒すことができる。

### エイリアン
本作におけるエイリアンは、映画シリーズに登場する個体と比べても遥かに強い圧倒的な存在として描写されている。映画や他のゲーム作品では銃撃などでダメージを与えることが可能であったが、本作のエイリアンは通常武器による攻撃は全く効かず、「完全生物」という面が重視されている。
エッグチェンバー
半透明な、大きな卵型の生物。エイリアンの巣と化した原子炉に無数に登場している。体内に後述するフェイスハガーを培養しており、動物が近付くと上部を花弁状に開き、勢いよくフェイスハガーを排出する。事前に火炎放射器などで攻撃することで、フェイスハガーもろとも焼殺できる。劇中ではどのようにして繁殖していたのかは明示されないが、開発者インタビューで劇中に登場しなかったエイリアン・クイーンが産んだものであると説明されている。
フェイスハガー
人間の両手と、サソリの尾を組み合わせたような外見の生物。エイリアン・エッグ内で培養され、動物が接近したことを感知したエイリアン・エッグから排出された後、標的の顔面に張り付きエイリアンの胎児を寄生させる。寄生に成功すると、自然に剥がれ落ち死亡する。フェイスハガーがそのまま成長して成体になるわけではなく、人間や動物に寄生させて胎児を産みつける役目をもつ。
原子炉のエイリアンの巣にあるエイリアン・エッグから出現し、アマンダに襲い掛かる。リボルバーやレンチによる攻撃で一発で倒せる程度の耐久力だが、張り付かれ寄生されると即死である上に、数が多く動きも素早い。暗いステージであるために、細心の注意をもって駆除する必要がある。
ゼノモーフ
成体へと成長したエイリアン。作中では「人殺し（Killer）」と呼ばれる。宿主の胸を破って現れる幼体（チェストバスター）は本作には登場しない。映画一作目に登場した「ビッグチャップ」と外見が酷似しており、半透明のフードに覆われた眼球の無い眼窩も存在するが、後脚が趾行性であり背が僅かに高い、尻尾が長く先端がナイフ状になっているなどの相違点がある。
ゲームの中盤までは一体のみが徘徊しているが、終盤には複数の個体が同時に現れる。主人公のアマンダだけでなく、敵対する人間たちや他の生存者を含め全ての生物を標的とするが、アンドロイドは無機物であるために襲わず、ワーキング・ジョーもアポロからの命令に従ってエイリアンを攻撃しない。
耐久力
最大の特徴は「尋常ならざる頑強さ」で、倒すことは不可能である。リボルバーやスタンバトンといった武器では怯みすらしない他、映画では効果があったショットガンによる近距離からのヘッドショットや、ボルトガンによる最大チャージ攻撃でさえも、僅かに怯んで足を止めるだけでダメージは受けず、しかも攻撃の際に出る強酸性の血液によりこちらがダメージを受けてしまうリスクがある。火炎瓶やパイプ爆弾を直撃させる、もしくは火炎放射器で一定量の火炎を浴びせることによって一時的に撃退できるが、成功した場合でも一定確率で逃げる際に体当たりを喰らわせることがあり、その際はダメージを受けてしまう。
移動速度
前述の通り後脚が趾行性であるため移動速度が非常に速く、発見された場合かなりの距離が開いていても追い付かれてしまう。攻撃手段はインナーマウスで相手の頭部を貫く、尻尾で相手の腹を貫く、ダクト内に引きずり込み拉致するなどで、時に通風口で待ち伏せして下を通りかかった時に襲うこともある。いずれも攻撃の動作を始めた時点で回避不可能であり、一撃でゲームオーバーとなる即死攻撃である（セーブなどの行動中も無敵時間ではなく、見つかれば即死攻撃を受けてしまう）。即ちエイリアンに発見されることは死に直結する。
索敵能力
索敵能力も優れており、銃声や爆発音は勿論、足音やノイズ、電子音にもすぐに反応し、その走行力を活かして即座に調べに来る。逆にこれを利用し、物や作製したノイズメーカーを遠くに投げることでそちらに注意を引きつけ、陽動させることも可能である。
しかし、本作のゼノモーフには学習能力を持ったAIが搭載されているため、同じ対応を何度も繰り返すと学習してしまい、火炎放射器などで攻撃しても即死攻撃を出してきたり、投げ込んだ物より投げた元に向かってきたり、隠れても見つけだす確率が高くなってしまうため、「撃退する」「やり過ごす」以前に、モーショントラッカーを駆使し「遭遇を回避」する必要がある。

## 装備

### 近接武器
マルチレンチ
序盤で入手できる近距離武器。殴りつけてダメージを与えられ、人間には効果的で3 - 4発殴りつけることで倒せる。アンドロイドは耐久力がある上に、こちらの攻撃を防いでくるので、スタンバトン・EMP地雷・スモーク爆弾などを使用した後にレンチで5〜6回くらい攻撃しないと倒せない。
スタンバトン
中盤で入手できる近距離武器。エイリアンに対しては効果がなく、怯みもしない。アンドロイドを麻痺させることが可能だが、防護服を着ているアンドロイドには無効。入手数が限られているので、人間には使用しないほうがいい。

### 遠距離武器
リボルバー
序盤で入手できる武器。エイリアンに対しては効果がなく、怯みもしない。用途としては対人用であるが、エイリアンを呼び寄せて人間を襲わせるのにも使える。
ショットガン
中盤で入手できる武器。エイリアンに対しては一時的に怯みを与えるだけである。アンドロイド相手には有効な武器と言えるが、数発ヘッドショットしないと倒せない。
火炎放射器
中盤で入手できる武器。エイリアンに対して効果的ではあり、一時的に撃退することが可能。しかし次第に慣れてきて、追い返すことができなくなる。孵化前のエッグやフェイスハガーの焼却にも有効である。
ボルトガン
終盤の原子炉エリアで入手できる非常に高威力をもった武器。エイリアンに対しては一時的に怯みを与えるだけである。ヘッドショットすることでアンドロイドを1撃で撃破できる。

### 開発系アイテム
これらのアイテムは「設計図」を入手することで、資源を使って制作することが可能である。さらに「追加の設計図」を入手することで、レベル2 - 3に威力や効果範囲などをアップさせることができる。
パイプ爆弾
高威力の手製爆弾。終盤にアポロ内の探索をする際に、防護服アンドロイドの撃破に活躍するため、最大数までストックして、資源を貯めておくと有用。範囲攻撃であるため、2 - 3体まとめて倒すことができる。直撃させることでエイリアンを撃退できるが、逃げる際に体当たりを喰らう場合もある。
火炎ビン
人間に使った場合には一撃で倒せるが、アンドロイドには効果が薄い。エイリアンを一時的に撃退する際に使用できるが、火炎瓶に持ち替える手間もありとっさには使いづらい。
EMP地雷
アンドロイドを一時的に無力化できるため、その間にレンチで連打して倒すことができる。効果範囲が広いため複数のアンドロイドに効果があり、2 - 3体をレンチで倒す時間を稼げる。
閃光弾
眩い光を放つ弾を撃つことで、敵の視界を奪い時間稼ぎができる。人間には有効であり、アンドロイドにはあまり効果がない。エイリアンに対しては、一時的に怯みを与えることができる。
スモーク爆弾
煙幕を張って、敵の視界をなくすことができる。その間にエイリアンから逃げたり、人間やアンドロイドをレンチで攻撃することが可能なため、使い方次第でかなり有用な武器である。
ノイズメーカー
音を発するアイテムで、発煙筒同様にエイリアンの気を引くことができる。ノイズメーカーを遠くに投げることによってエイリアンは音の発せられたほうに誘導されるが、学習能力があるため投げた人物に直接向かってくる場合もあるので注意が必要。
メディキット
本作において、唯一の体力回復アイテム。資源を合成して作成するしかないため、個数が限られている。終盤に設計図を入手することで、回復量をアップさせることが可能。

### 照明アイテム
発煙筒
暗い場所で、周囲を照らすことができる。手にもつだけでなく、投げて置いておくこともできる。ヘッドライトの電池は限りがあるため、真っ暗な部屋の探索では、できるだけ発煙筒を使ったほうがいい。エイリアンなど敵の注意を引くことができる。
ヘッドライト
暗い場所で、周囲を照らすことができる。発煙筒とは異なり、武器を使いながら移動できるため、こちらのほうが便利。ダクト内の移動時にも、ヘッドライトが活躍する。

## 設定
セヴァストポリ
本作『エイリアン アイソレーション』の主な舞台となるレチクル座ゼータ第2星雲宙域にある巨大なガス状巨星KG348の軌道上に点在する巨大宇宙ステーション。永久自由港。かつては周辺宙域の宇宙船の寄港場所として栄えていたが、運営していたシーグソン社の経営状況の悪化により衰退。本編開始時には既に閉鎖されることが決まっており、外部からの宇宙船の寄港を停止し、解体の段階に入っていたが、マーロウ、フォスターらアネシドラ号のクルーを密入港させたのがきっかけで、フォスターに寄生していたエイリアンの脅威に晒され、更に事態を知ったシーグソン社がエイリアン捕獲を目論むウェイランド・ユタニ社にステーションの所有権を（アマンダ達がセヴァストポリへと出港した2日後に）売却したことで、同社の管理下となった。その後、アポロを介して外部との通信機能が全て遮断されてしまう、ワーキングジョーによる生存者の虐殺が起こるなど、事態は更に混迷を極めていくこととなる。マーロウがアネシドラ号を爆発させたことでステーションの軌道停滞を維持していた軌道スタピライザーが破壊され、最後はKG348に墜落し、大爆発した。
トレンス号
主人公のアマンダ・リプリーたちが乗船したノストロモ号によく似た（サミュエルズ曰く「（ノストロモ号よりも）後期型」とのこと）比較的小型の宇宙船。「ノストロモ号のフライトレコーダーが回収された」という情報を得た主人公たちは、トレンス号に乗船してセヴァストポリ宇宙ステーションを目指すことになる。
ノストロモ号
アマンダ・リプリーの母親であるエレン・リプリーが乗船していた宇宙貨物船。映画『エイリアン』に登場した船であり、異星文明の信号を受信したことで調査に乗り出したものの、エイリアンの侵入により船員が次々と殺害される「ノストロモ号事件」の現場となり、エレンの活躍によりノストロモ号は爆破され、脱出したエレンは消息不明になってしまう。
本作は、消息不明となったノストロモ号のフライトレコーダーが回収されたことから物語が始まる。
アネシドラ号
船長のヘンリー・マーロウや、彼の妻であるキャサリン・フォスターらが乗船していた宇宙船。アネシドラ号はマーロウたちが探査に降りた惑星LV-426に向かう時やセヴァストポリ宇宙ステーションに密入港した時に活動していた。最終的にはマーロウのエイリアンに関する証拠を隠滅するという画策のために、セヴァストポリもろとも爆破されることになる。
ウェイランド・ユタニ社
主人公のアマンダ・リプリーがエンジニアとして勤務している企業。ストーリー後半になると、エイリアンを兵器転用させようとしていたことが判明する。
アマンダがアポロに到達した時には、「最優先事項として、全てを犠牲にしてでもエイリアンの標本を入手せよ」という内容の『特別指令939』が下されたことから、ウェイランド・ユタニ社の本社に管理されたアポロは、ワーキング・ジョーを使い標本の確保・回収の邪魔になる人間を始末しようとする。
シーグソン社
物語の舞台となるセヴァストポリ宇宙ステーションを管理・運営する企業。セヴァストポリがウェイランド・ユタニ社に買収される前までは、人工知能アポロの司令塔だった。宇宙ステーション運営以外に、ウェイランド・ユタニ社同様にアンドロイドの開発なども手掛けているものの、同社の主力製品であるワーキングジョーはウェイランド・ユタニ社が製造するアンドロイドには性能性で遠く及ばず、企業競争は常に後塵を拝していた。
エイリアンによってセヴァストポリが壊滅状態に陥っていることを知りながら救援を送らないばかりか、そこにいた社員や住民達を半ば見捨てる形でセヴァストポリの所有権を売却してしまうなど、ウェイランド・ユタニ社並みに問題の多い企業と言える。